# چیووی
چیووی (انگلیسی: Chewy) شرکت تجارت الکترونیک آمریکایی است، که در سال ۲۰۱۱ توسط رایان کوهن تأسیس شد.